# Made in Abyss
Made in Abyss (яп. メイドインアビス Мэидо ин Абису) — манга авторства Акихито Цукуси, повествующая о приключениях девочки Рико и робота Рега в Бездне. Манга публикуется в онлайн-журнале Web Comic Gamma с 2012 года и на данный момент собрана в 13 томах. По мотивам манги студией Kinema Citrus был выпущен аниме-сериал, начавший свою трансляцию 7 июля 2017 года. Музыку к аниме написал австралийский композитор Кевин Пенкин. Зимой 2019 года вышла компиляция-сериала в виде двух полнометражных фильмов Made in Abyss: Journey's Dawn и Made in Abyss: Wandering Twilight. Также было объявлено о третьем полнометражном фильме-продолжении под названием Made in Abyss: Dawn of the Deep Soul, премьера которого в Японии состоялась 17 января 2020 года. 6 июля 2022 года начата трансляция второго сезона аниме.

## Сюжет
Рико, сирота и главная героиня, живёт в приюте в городе Орф (англ. Orth, яп. オース О:су), расположенном на обрывах вокруг огромной Бездны, таящей в себе много тайн, чудес природы и древних артефактов. При походе на верхние уровни Бездны она находит таинственный артефакт — робота, имеющего внешность мальчика. Рико называет его Регом, скрывает робота у себя в приюте, и тот притворяется обычным ребёнком с металлическими протезами.
Но однажды героиня узнаёт что Лайза, её мать, исчезнувшая 10 лет назад в походе в Бездну, может быть жива. Рико решает сама спуститься в Бездну вместе с Регом и найти мать. При этом девочка осознаёт, что это может быть её последним путешествием, так как смертельная опасность будет ждать её на каждом шагу.

### Сеттинг
Действие разворачивается в параллельном мире стимпанка, в городе Орф, располагающемся на небольшом острове посреди океана. Посредине острова открывается вход в круглую дыру, похожую на кратер – Бездну, диаметр которой достигает километра, стены усеяны винтообразным спуском, а глубина достигает десятков километров и достоверно не известна никому. Сама же Бездна хранит в себе множество природных чудес, опасных существ и таинственных артефактов, оставленных исчезнувшей высокоразвитой цивилизацией несколько тысяч лет назад. Добыча артефактов является главной экономической опорой города, расположенного на крохотном и неудобном для иной экономики островке, поэтому добытчиков, именуемых «Свистками», обучают ещё с детства, начиная с ранга «Красных» Свистков.
При этом Бездна — крайне опасное место, где на каждом шагу человека ждёт неминуемая смерть, при этом чем глубже, тем она опаснее. Не менее серьёзную проблему составляет так называемое «Проклятье Бездны», которое немедленно проявляется при попытке подняться на поверхность. Оно заключается в появлении головокружения, затем – рвоты, на более глубоких уровнях это уже кровоизлияние и потеря человеческого облика. По этой причине на более глубокие уровни спускаются только опытные «Чёрные» и самые продвинутые «Белые» Свистки.

## Персонажи

### Основные
Рико (яп. リコ)
сэйю: Мию Томита
Главная героиня истории. 12-летняя девочка, сирота и дочь «Белого» свистка Лайзы-Уничтожительницы, легендарной покорительницы Бездны, исчезнувшей 10 лет назад. Рико, несмотря на свою внешность и беззащитность, очень любознательна, пренебрегает безопасностью и постоянно нарушая правила приюта, терпит наказания. Однажды узнав, что её мать может быть жива, она решила сама спуститься в Бездну вместе с роботом Регом. Во время путешествия множество раз попадала в смертельно опасные ситуации, но её спасал Рег. Родилась она мертворождённой во время путешествия Лайзы в Бездне, однако была оживлена благодаря силе одного из найденных артефактов. Спустившись на четвёртый уровень Бездны, оказалась смертельно ранена и чуть не потеряла руку. После гибели Прушки стала «Белым» Свистком.
Рег (яп. レグ Рэгу)
сэйю: Мария Исэ
Главный герой и робот, имеющий облик мальчика. Он — уникальный и, вероятно, самый ценный артефакт Бездны, хотя кроме Лайзы и её друзей никто о природе Рега и не догадывался. Потерял память о прошлом, и его оставшиеся воспоминания связаны с Лайзой. Несмотря на свою природу, сверхпрочность и колоссальную силу, внешне похож на ребёнка и обладает человеческими биологическими особенностями; имеет кровь, гениталии, может питаться как человек, плакать, и, самое главное, обладает вполне человеческими эмоциями, желаниями и страхами. Так, он быстро привязывается к Рико и боится её потерять. Не восприимчив к Проклятью Бездны. Его механические руки способны растягиваться на расстояние до 40 метров, также Рег способен использовать лазерные пушки, встроенные в его руки, однако после этого теряет сознание на 2 часа.
Нанати (яп. ナナチ) и Митти (яп. ミーティ Ми:ти)
сэйю Нанати: Сиори Идзава
сэйю Митти: Эри Китамура
Последние несколько лет Нанати обитала в четвёртом уровне Бездны вместе с Митти, обезображенной проклятьем бездны. Нанати — нелюдь, или «пустая», она представляет собой антропоморфное существо, похожее на кролика и человека, по причине того, что вместе со своей подругой Митти стала жертвой эксперимента Бондрюда, который спустил девочек на шестой уровень Бездны и затем снова поднял для наблюдения эффекта Проклятья и испытания машины, которая должна была уменьшить эффект Проклятья одного человека за счёт другого. Так Нанати приобрела свой новый облик - ей, благодаря любви Митти досталось "благословение" а последняя, как принимающая больший эффект Проклятья была обезображена до неузнаваемости и потеряла разум. Нанати, забрав Митти, сбежала из лаборатории и с тех пор выживала на четвёртом уровне Бездны и пыталась убить Митти, которая оказалась невосприимчива к ранениям и ядам, дабы закончить её мучительное существование. Она не могла вернуться на Поверхность, так как будучи пустой, ожидает, что её попытаются убить, как это принято среди Свистков. Она встречает главных героев и соглашается помочь вылечить Рико, но просит с помощью лазера Рега убить Митти, что тот делает. После этого Нанати решает покинуть своё убежище и отправиться в путешествие вместе с главными героями.
Прушка (яп. プルシュカ Пурусюка)
сэйю: Инори Минасэ
Девочка-альбинос с красными глазами и белыми волосами. Обитательница древнего храма пятого уровня Бездны. Родилась в Бездне и никогда не видела Поверхность. Приёмная дочь Бондрюда, которую тот нашёл сильно истощённой из-за последствий Проклятья Бездны. Любит приёмного отца и не подозревает, что он ставил жуткие эксперименты над детьми, также дружится с главными героями. Также она любит свою зверушку Мэйню, которая до встречи с героями была её единственным другом. Прушка дает героям сбежать и узнаёт о части экспериментов Бондрюда. Тот вскоре уродует её тело до неузнаваемости и превращает в «картридж», чтобы с помощью её любви отвести проклятие бездны от него и превратить себя в существо, подобное Нанати. Так как перед смертью Прушка сильно привязалась к Рико, её останки под влиянием проклятья бездны превратились в свисток, предназначенный для Рико. Таким образом, Рико становится «Белым» Свистком. Мэйня также перешла к главной героине.

### Рейдеры/свистки
Одзэн (яп. オーゼン О:дзэн)
сэйю: Саяка Охара
«Белый» Свисток, также известная, как «Одзэн Недвижимая». Крайне опытна и сильна, но одновременно антисоциальна и скорее попадает под описание антигероя/злодея. Предпочитала обществу путешествия в Бездне. Несмотря на внешность, ей уже давно за полвека. Путешествуя на глубоких уровнях, откуда мало кто возвращался, Одзэн частично утеряла свою человечность и скрывает изменения под причёской и закрытой одеждой. Была наставницей Лайзы и ненавидит Рико, так как ради спасения девочки Лайза оставила ценные артефакты, что не понравилось Одзэн. Встретив повзрослевшую Рико, она демонстрировала своё отвращение по отношению к девочке, однако согласилась обучить её и Рега, чтобы увеличить их шансы на выживание, так как когда-то обещала Лайзе, что поможет её дочери в поисках матери. На момент основной истории обитает на втором уровне бездны.
Марулк (яп. マルルク Маруруку)
сэйю: Аки Тоёсаки
Помощник Одзэн, «Голубой» Свисток. Ровесник Рико, обладает голубым свистком, чтобы легально жить вместе с Одзэн на втором уровне. Истинная причина заключается в том, что Марулк не переносит солнечный свет, поэтому ему предложили постоянную стажировку у Одзэн. Одевается как девочка и притворяется ей. Из-за того, что на втором уровне не бывает детей, «Красных» Свистков, ему очень одиноко и он обрадовался прибытию Рико и Рега.
Лайза (яп. ライザ Райдза)
сэйю: Маая Сакамото
Мать Рико, одна из немногих, кто сумел получить ранг «Белого» Свистка и стать легендой – «Лайзой-Уничтожительницей». Пропала 10 лет назад, её судьба за эти прошедшие годы остаётся тайной. Однако известно, что 13 лет назад она вместе с Одзэн и другими Свистками отправилась в тяжёлый многолетний поход на низшие уровни Бездны в поисках некого артефакта – колокола. В процессе похода она влюбилась в одного из членов команды, забеременела и родила Рико. Однако из-за тяжёлых условий похода все члены команды погибли, а Лайза, пытаясь спасти свою дочь, оставила найденные артефакты в Бездне. Через 2 года после данных событий Лайза снова спустилась в Бездну навсегда.
Бондрюд (яп. ボンドルド Бондорудо)
сэйю: Тосиюки Морикава
«Белый» Свисток с дурной репутацией. Он в ответе за жестокие эксперименты над детьми ради изобретения устройства, позволяющего избавлять человека от эффекта Проклятья Бездны при подъёме. Его жертвами стали также Нанати и Митти. Бондрюд устроил свою базу на пятом уровне Бездны, в заброшенном храме, где вместе со своими слугами построил лабораторию, и куда попадают главные герои в процессе своего путешествия. Бондрюд обладает артефактом, позволяющем использовать чужие тела, как марионетки, переселяя в них свою душу – таким образом ему удаётся выживать снова и снова. Оригинальное тело Бондрюда было конвертировано в его собственный свисток, из-за чего он использует чужие тела и носит маску в качестве обозначения себя.

### Жители приюта
Дзируо (яп. ジルオ) / Лидер (яп. リーダー Риːдаː)
сэйю: Таиси Маурата
Молодой помощник директора в приюте, ныне в ранге «Лунный» Свисток. В отличие от директора, он не такой строгий. В детстве, будучи ещё «Красным» Свистком, состоял в учениках Лайзы. Заботился о Рико, когда та стала сиротой.
Натт (яп. ナット Натто)
сэйю: Муцуми Тамура
Один из друзей Рико, житель приюта. Питает чувства к девочке и был категорически против того, чтобы она отправилась в Бездну, боясь, что Рико никогда не вернётся на Поверхность.
Сиги (яп. シギー Сигиː)
сэйю: Манами Накамура
Один из друзей Рико, житель приюта. Помогал ей изучить найденного робота Рега и знает о тайнах Рико, в том числе о том, что она решила сбежать из приюта.
Киюи (яп. キユイ)
сэйю: Манами Ханава
Самый младший житель приюта, малыш и друг Рико. Перед его днём рождения его поразила таинственная болезнь, и исходя из того, что некоторые дети в свой день рождения умирали, это должно было произойти и с Киюи. Однако когда мальчика увезли на лечение с острова, болезнь пропала, будто её не было. Тогда и укрепились предположения, что болезни являются частью Проклятья Бездны.

## Манга
Автором манги-оригинала является Акихито Цукуси, главы начали публиковаться издательством Takeshobo в онлайн-журнале Web Comic Gamma с 2012 года. С тех пор выпущенные главы были собраны в 10 томах. Манга была лицензирована российским издательством АСТ совместно с российской компанией Reanimedia в 2019 году.
| №  | Японский        | Японский               | Русский          | Русский                |
| №  | Дата публикации | ISBN                   | Дата публикации  | ISBN                   |
| -- | --------------- | ---------------------- | ---------------- | ---------------------- |
| 1  | 31 июля 2013    | ISBN 978-4-81-248380-0 | 7 марта 2019     | ISBN 978-5-17-115110-2 |
| 2  | 30 июня 2014    | ISBN 978-4-81-248716-7 | 9 мая 2019       | ISBN 978-5-17-115115-7 |
| 3  | 20 июня 2015    | ISBN 978-4-80-195274-4 | 8 июля 2019      | ISBN 978-5-17-115127-0 |
| 4  | 30 апреля 2016  | ISBN 978-4-80-195516-5 | 12 сентября 2019 | ISBN 978-5-17-117203-9 |
| 5  | 26 декабря 2016 | ISBN 978-4-80-195720-6 | 5 ноября 2019    | ISBN 978-5-17-118819-1 |
| 6  | 29 июля 2017    | ISBN 978-4-80-196011-4 | 18 ноября 2019   | ISBN 978-5-17-119268-6 |
| 7  | 27 июля 2018    | ISBN 978-4-80-196339-9 | 21 апреля 2020   | ISBN 978-5-17-120828-8 |
| 8  | 30 мая 2019     | ISBN 978-4-80-196627-7 | 18 июля 2020     | ISBN 978-5-17-120829-5 |
| 9  | 27 июля 2020    | ISBN 978-4-80-197029-8 | 20 мая 2021      | ISBN 978-5-17-136872-2 |
| 10 | 29 июля 2021    | ISBN 978-4-80-197390-9 |                  |                        |
| 11 | 29 июля 2022    | ISBN 978-4-80-197802-7 |                  |                        |

## Аниме
Впервые о предстоящем выходе аниме-адаптации стало известно в декабре 2016 года. 13 серий аниме транслировались с 7 июля по 29 сентября 2017 года по японским телеканалам AT-X, Tokyo MX, TV Aichi, SUN, KBS Kyoto, TVQ, Saga TV и BS11. Последняя серия длилась 48 минут. Режиссёром сериала является Масаюки Кодзима, автором сценария — Хидэюки Курата, анимацией занимался Kinema Citrus, дизайном персонажей занимался Кадзутика Кисэ.
Музыку к аниме создал австралийский композитор Кевин Пенкин. Музыка открывающей и закрывающей тем — «Deep in Abyss» и «Tabi no Hidarite, Saihate no Migite», была создана при участии певцов Мию Томиты, Марии Исэ и Сиори Идзавы, также озвучивавших главных героев аниме — Рико, Рега и Нанати. Закрывающую тему к фильму-продолжению «Made in Abyss: Dawn of the Deep Soul» исполнила группа Myth&Roid с песней «Forever Lost».
Аниме было лицензировано компанией Sentai Filmworks для онлайн-показа на сайте Amazon, канале Anime Strike на территории США и канале HIDIVE за пределами США.

### Список серий
| 1 | The City of the Great Pit «Оːана но мати» (大穴の街)        | Хитоси Хага     | Хидэюки Курата | 7 июля 2017      | [ 24 ] |
| Рико вместе со своим классом из приюта отправляется в поисках артефактов на высший и самый безопасный уровень Бездны, где находит таинственного робота. |                                                             |                 |                |                  |        |
| 2 | Resurrection Festival «Фуккацу-сай» (復活祭)                | Сатоси Мори     | Хидэюки Курата | 14 июля 2017     | [ 25 ] |
| Рико вместе с друзьями из приюта пытается изучить робота-мальчика, тот пробуждается, но ничего не помнит. От Рико он получает имя Рег. Дети решают скрыть, что он робот, и Рег притворяется сиротой. Рико узнаёт о том, что её давно пропавшая мать Лайза может быть жива. |                                                             |                 |                |                  |        |
| 3 | Departure «Сюппацу» (出発)                                  | Сун Хи Сон      | Хидэюки Курата | 21 июля 2017     | [ 26 ] |
| Рико намерена найти свою мать и отправиться в Бездну вместе с Регом. Для этого она тайно сбегает из приюта и прощается с друзьями. |                                                             |                 |                |                  |        |
| 4 | The Edge of the Abyss «Абису но фути» (アビスの淵)          | Синья Иино      | Кэйго Коянаги  | 28 июля 2017     | [ 27 ] |
| Рико и Рег отправляются глубже в Бездну. Там героев находит Хабо, опытный «Чёрный» Свисток, но позволяет им уйти, видя силу Рега, и советует остановиться в лагере Одзэн, но вместе с тем предупреждает о грозящей от неё опасности. |                                                             |                 |                |                  |        |
| 5 | Incinerator «Касоːхоː» (火葬砲)                             | Тосихару Кудо   | Кэйго Коянаги  | 4 августа 2017   | [ 28 ] |
| Герои всё дальше спускаются в Бездну. Они впервые сталкиваются с опасными хищниками, которые хватают Рико как добычу. Рег спасает её, применив лазерную пушку. Герои доходят до второго уровня Бездны и находят базу Одзэн. |                                                             |                 |                |                  |        |
| 6 | Seeker Camp «Сиːкаː Кямпу» (シーカーキャンプ)               | Хитоси Хага     | Кэйго Коянаги  | 11 августа 2017  | [ 29 ] |
| Одзэн соглашается оставить героев на ночь у себя, однако не скрывает своего отвращения к Рико. Герои дружатся с её учеником Марулком. Ночью девочка встречает существо без головы. Одзэн объяснила это тем, что положила тушу в особый артефакт и «оживила её». Таким же образом когда-то выжила и новорожденная Рико. Девочка шокирована этими фактами. |                                                             |                 |                |                  |        |
| 7 | The Unmovable Sovereign «Фудоːкё» (不動卿)                  | Синъя Иино      | Хидэюки Курата | 18 августа 2017  | [ 30 ] |
| После своего откровения Одзэн нападает на Рега и ранит Рико. Кажется, будто она намерена убить героев, считая их мусором. Но оказывается, что Одзэн лишь хотела проверить возможности Рега. Она признаётся, что Лайза может быть ещё жива, так как её могила пуста. |                                                             |                 |                |                  |        |
| 8 | Survival Training «Сэйдзон кунрэн» (生存訓練)               | Синъя Иино      | Хидэюки Курата | 25 августа 2017  | [ 31 ] |
| Одзэн в рамках подготовки организовывает героям тренировку на выживание – в течение 10 дней им необходимо самостоятельно жить в лесу и добывать ресурсы. Герои справляются с заданием, и Одзэн дарит им оружие Лайзы, а также делится некоторыми знаниями о низших уровнях Бездны. |                                                             |                 |                |                  |        |
| 9 | The Great Fault «Дай дансоː» (大断層)                       | Хитоси Хага     | Хидэюки Курата | 1 сентября 2017  | [ 32 ] |
| Перед тем, как попасть на четвёртый уровень, герои должны пересечь опасный третий уровень, населённый множеством летающих хищников, один из которых нападает на героев. Рег применяет лазер, уничтожив хищника, но сам на несколько часов теряет сознание. Рико это время нужно выживать самостоятельно. |                                                             |                 |                |                  |        |
| 10 | Poison and the Curse «Доку то норои» (毒と呪い)             | Сун Хи Сон      | Кэйго Коянаги  | 8 сентября 2017  | [ 33 ] |
| Герои попадают на четвёртый уровень, где на гигантских папоротниках-столбах льются водопады. Однако там на героев нападает ядовитый хищник и ранит Рико. Рег отступает с Рико, забравшись выше, что спровоцировало эффект Проклятья Бездны, и у девочки началось сильное кровотечение. Одновременно раненая рука распухла до огромных размеров, и умирающая Рико в отчаянии попросила Рега оторвать ей запястье. Рег сломал девочке руку и попытался отрезать, но сам впал в отчаяние и истерику. К ним подходит Нанати, таинственное существо, похожее на человека и зайца одновременно, и предлагает спасти Рико. |                                                             |                 |                |                  |        |
| 11 | Nanachi «Нанати» (ナナチ)                                   | Тосихару Кудо   | Кэйго Коянаги  | 15 сентября 2017 | [ 34 ] |
| Нанати занимается лечением Рико и просит Рега собрать ингредиенты. Состояние девочки хоть и тяжёлое, но стабилизировалось. В доме Нанати живёт странное и неразумное существо по имени Митти, которое тоже было человеком. К Регу возвращаются отрывки воспоминаний, в которых есть и Лайза. |                                                             |                 |                |                  |        |
| 12 | The True Nature of the Curse «Норой но сё:тай» (呪いの正体) | Масаюки Кодзима | Кэйго Коянаги  | 22 сентября 2017 | [ 35 ] |
| Рико поправляется, к ней привязывается Митти. Тем временем Нанати объясняет Регу природу Проклятья Бездны, отметив, что это не что иное, как силовое поле Бездны, которое, словно полотно невидимых игл, протыкает любого, кто попытается подняться вверх. Однако данное силовое полотно не равномерно и в некоторых местах оно очень слабое. Местные звери способны видеть «полотно» и избегать его действия, таким образом минимизируя эффект Проклятья. Также Нанати учит Рега сражаться с хищниками. |                                                             |                 |                |                  |        |
| 13 | The Challengers «Идому монотати» (挑む者たち)               | Сатоси Мори     | Хидэюки Курата | 29 сентября 2017 | [ 36 ] |
| Пока Рико поправляется, зрителю раскрывают причину, по которой Нанати и Митти стали нелюдьми. Существует лаборатория, где «Белый» Свисток по имени Бондрюд ставит жуткие эксперименты над детьми. В эту лабораторию попали и Нанати с Митти, хотя позже им удалось оттуда сбежать. Обезображенное тело Митти способно переносить любые ранения и яды, и все последние годы Нанати пыталась найти способ убить Митти, чтобы закончить её мучительное существование. Она просит Рега убить Митти лазером, и робот соглашается, хотя ему крайне сложно пойти на этот поступок с моральной точки зрения. Дух Митти, отходящий в рай, пробуждает Рико. Герои решают продолжить путь, хотя Рико не может двигать пальцами вылеченной руки. Нанати решает следовать за главными героями. В конце серии они отправляют сообщение на воздушном шаре, которое запускается раньше, чем в манге, и которое без происшествий достигает поверхности, где его находят «Красные свистки» из приюта. |                                                             |                 |                |                  |        |

## Рецензии
Аниме получило крайне положительные отзывы от пользователей, например, на сайте-агрегаторе World Art аниме по состоянию на октябрь 2017 года заняло 7 место в рейтинге 3428 аниме со средней оценкой в 9,2 балла из 10. На сайте Anime News Network средняя оценка составляет 8,9 баллов и его рейтинг составляет 18 место из имеющихся в данных 7102 аниме.
Ник Кремер из ANN назвал сюжет Made in Abyss простым и интригующим, его посыл заключается в том, какое чудо или же ужас можно испытывать при открытии чего-либо. Сама бездна ощущается как отдельный персонаж и один из самых важных в данной истории. Начиная с первой серии, история окунает зрителя в дикую красоту и заставляет его почувствовать, будто он сам принимает в этом приключении участие. Сам сюжет очень прост и минималистичен, он быстро вводит зрителя в курс дела без какой либо сюжетной неясности и запутанности. Критик признался, что посмотрел лучшее аниме за последние несколько лет, а прорисовка и художественный стиль аниме только способствует погружению в атмосферу. Музыкальное сопровождение тоже не уступает качеством и способствует погружению в сюжет. Критик дал сериалу оценку А, в качестве основного недостатка он отметил, что некоторые серии страдают от вялого развития сюжета; заметно, как аниматоры старались растянуть определённые истории на большее количество минут. Сесилия д’Анастасио с сайта Kotaku также назвала аниме выдающейся фантастической лентой, созданной по мотивам одноимённой манги неизвестного и молодого мангаки Акихито Цукуси. Критик отметила, что особенность аниме заключается в том, что вселенная передаётся через личную экспозицию и отличное кинематографическое направление, а не прямое объяснение, как это делается в большинстве современных аниме. Огромные, вызывающие головокружение панорамные снимки показывают бесконечную возможность мира, как и волшебные найденные артефакты. Критик назвала вселенную Made in Abyss полноценным персонажем, и его медленное раскрытие обеспечивает постоянное любопытство у зрителя. Художественный стиль персонажей схож с аниме Mahou Shoujo Madoka Magica, однако вселенная Made in Abyss выглядит несравненно более суровой и жестокой.

### Споры
Оригинальная манга и её экранизация подвергались критике за излишне натуралистичные сцены с участием детей. В частности в сюжете присутствуют излишне подробные сцены с насилием и пытками над детьми, изображение интимных частей детей. Критики видят в этих сценах недвусмысленные намёки на фетишизм и педофилию.
По этой причине Made in Abyss пользуется спорной репутацией среди аниме-сообщества. Хотя у аниме и её адаптации есть своя крупная фанатская база, значительная часть аниме-поклонников публично отвергает произведение Цукуси и критикует тех, кто не соглашается с их мнением. Например с критикой и онлайн-травлей столкнулись ряд k-pop звёзд, похваливших Made in Abyss.
Автор Акихито Цукуси из-за вышеописанных фактов пользуется спорной репутацией. Он не скрывает своего увлечения к лоликону. В интернете распространялись слухи о том, что автора якобы арестовали за педофилию, но эта информация не была подтверждена.